# Kingfish (Band)
Kingfish war eine Westcoast-Band der frühen 1970er Jahre. Sie wurde 1973 von Matthew Kelly, Chris Herold, Ex-New Riders of the Purple Sage Dave Torbert, Robbie Hoddinott und Mick Ward gegründet.

## Geschichte
Kingfish waren anfangs eine Lokalband, die auf Konzerten rund um San Francisco zu hören waren. Bereits Ende 1973 starb allerdings Ward bei einem Autounfall. 1974 kam stattdessen Bob Weir von Grateful Dead. Kurz darauf bekam Kingfish einen Plattenvertrag.
1976 erschien das Debüt-Album Kingfish, das lockere Country- und Westcoastklänge bot. Die Band spielte weiterhin auch viel live, im Mai 1977 wurde in Hollywood das Live-Album ’n’ Kickin’ aufgenommen. Die Band spielte unter anderem auch Cover von Rufus Thomas, Chuck Berry und Little Walter.
Bald darauf kehrte Weir zu den Grateful Dead zurück, auch Hoddinott und Herold verließen die Band wieder. Als Ersatz kamen Joe English, Bob Hogins und Michael O’Neill. In dieser Besetzung wurde 1978 auch das Country-Album Trident aufgenommen. 1979 trennte sich Kingfish wieder.
1995 erschien das Doppelalbum In Concert, das einen Auftritt in New York City im Jahre 1976 enthält. 1999 erschien tatsächlich ein neues Studio-Album von Kingfish, es heißt Sundown on the Forest.